# Jean-Christophe Lebert
Jean-Christophe Lebert est un acteur, dramaturge et réalisateur français né à Paris, également actif dans le doublage.

## Biographie
Né à Paris, Jean-Christophe Lebert grandit à Saint-Sébastien-sur-Loire, dans la banlieue sud-est de Nantes (Loire-Atlantique) où, après une courte carrière de judoka, il obtient son bac littéraire en 1978. Puis il entame des études de droit. Parallèlement, il suit les cours d'art dramatique de Jacques Couturier, co-directeur de la maison de la culture de Loire-Atlantique avec Loïc Volard, au conservatoire à rayonnement régional de Nantes, d'où il sort avec le premier prix d'interprétation en juin 1980.
Reçu à la rentrée suivante au Conservatoire national supérieur d'art dramatique de Paris (CNSAD) à l'unanimité, il entre dans la classe de Jean Meyer, puis de Jacques Sereys. Jean Meyer lui fait jouer ses deux premières pièces. Il alterne ensuite les comédies et les drames, et est nommé aux Molières 1987, dans la catégorie révélation de l'année, pour son interprétation du rôle d'Harold, dans Harold et Maude de Colin Higgins, roman adapté par Jean-Claude Carrière, dans une mise en scène de Jean-Luc Tardieu. Il jouera cette pièce à l'Espace 44 de Nantes, au théâtre Antoine et en tournée plus de 250 fois aux côtés de Denise Grey.
Depuis la fin des années 1980, il enchaîne également les rôles devant la caméra, principalement pour la télévision, et tourne en Anglais dans plusieurs productions anglo-saxonnes. Il prête sa voix à d'innombrables publicités TV et radio, ainsi qu'à de très nombreuses narrations en voix off sur des documentaires, de même qu'à des livres audio et à quantité de dramatiques radiophoniques sur les stations de Radio France. On l'entend aussi régulièrement lire des textes en direct sur France Culture dans l'émission produite et animée par Aurélie Luneau : La Marche des sciences.
Une fille : Camille Lebert née de sa relation avec  Anne Loiret  

## Théâtre
- 1981 : La guerre de Troie n'aura pas lieu (le jeune Troïlus), de Jean Giraudoux, mise en scène Jean Meyer, théâtre des Célestins (Lyon)
- 1981 : Mademoiselle (le fils), de Jacques Deval, mise en scène Jean Meyer, théâtre des Célestins, théâtre de la Michodière (Paris)
- 1981 : Amusez-vous de Jacques Décombe (Hubert), mise en scène de l'auteur, Conservatoire national supérieur d'art dramatique, théâtre de la Michodière (Paris)
- 1982 : L'Île des esclaves, de Marivaux (Iphicrate), mise en scène Mehmet Iksel, théâtre du Lucernaire (Paris)
- 1983 : Roméo et Juliette de William Shakespeare (Roméo), mise en scène Jean-Paul Lucet, théâtre des Célestins (Lyon)
- 1983 : Le Marchand de Venise d'après William Shakespeare (Lorenzo), mise en scène Saskia Cohen-Tanugi, théâtre Gérard-Philipe (CDN Saint-Denis)
- 1984 : Monsieur Vitrac, montage de trois pièces de Roger Vitrac, mise en scène Jean-Christian Grinevald, Maison des arts André-Malraux Créteil)
- 1984 : Stendhal (Fabrice del Dongo), montage et mise en scène Jean-Paul Lucet, théâtre du Palais-Royal (Paris)
- 1984 : L'Arlésienne, d'Alphonse Daudet et Georges Bizet (Frédéri), mise en scène Jean Davy, salle Gaveau (Paris)
- 1985 : Maupassant, montage et mise en scène Claude Santelli, théâtre du Palais-Royal (Paris)
- 1985 : Harold et Maude de Colin Higgins (Harold), mise en scène Jean-Luc Tardieu, Espace 44 (Nantes)
- 1986 : Six personnages en quête d'auteur de Luigi Pirandello (le jeune premier), mise en scène Jean-Pierre Vincent, Comédie-Française au théâtre national de l'Odéon (Paris)
- 1986 : Le Roman de Renart (le magicien), mise en scène François Bourcier, théâtre de la Porte Saint Martin (Paris)
- 1986 : Harold et Maude de Colin Higgins (Harold), mise en scène Jean-Luc Tardieu, tournée France, Belgique, Suisse
- 1987 : Harold et Maude de Colin Higgins (Harold), mise en scène Jean-Luc Tardieu, théâtre Antoine (Paris)
- 1987 : Pendant que vous dormiez de Robert Poudérou, mise en scène Dominique Bluzet, Petit Odéon (Paris)
- 1993 : Je m'appelais Marie-Antoinette (Joseph II), d'Alain Decaux, mise en scène Robert Hossein, palais des sports (Paris)
- 1994 : La Nuit du crime (Guy de Fleury) de Jean Serge, Robert Chazal et Robert Hossein d'après Steve Passeur, mise en scène Robert Hossein, théâtre de Paris
- 2000 : La Tête des autres (procureur Maillard), de Marcel Aymé, mise en scène Jean-Luc Tardieu, Théâtre du Beauvaisis
- 2010 : Les Sœurs fatales (Yvan / Graymalkin), de Michaël Vander Meiren, mise en scène de l'auteur, La Comédie Bastille (show case)
- 2017 : Anarchie, d'après Rainer Werner Fassbinder, mise en scène Vanessa Bonnet, Le Grand T (Nantes)

## Filmographie

### Cinéma
- 1989 : La Vie et rien d'autre de Bertrand Tavernier
- 2000 : Le Cadavre qui voulait pas qu'on l'enterre de Jean-Christophe Lebert / auteur-réalisateur (court métrage)
- 2008 : Bambou de Didier Bourdon
- 2009 : Saidoweisu de Cellin Gluck[1] (ÉU/Japon - en anglais)
- 2009 : La Coagulation des jours de Michael Lellouche (court métrage)
- 2009 : Je suis venu vous dire, de Pierre-Henri Salfati
- 2010 : The Betrayal of Paul Cézanne de Michael Akester (UK - en anglais)
- 2015 : Sugihara Chiune, de Cellin Gluck[1] (Japon - en anglais)

### Télévision
- 1984 : Les Cerfs-volants de Pierre Badel
- 1986 : La Belle Anglaise de Jacques Besnard (série)
- 1988 : Champagne Charlie (téléfilm)|Champagne Charly de Allan Eastman (États-Unis/Canada/France - en anglais)
- 1988 : Les Yeux de la nuit de Éric Brach
- 1988 : Catherine de Médicis de Yves André-Hubert
- 1988 : La Vie en couleurs de Jacques Doniol-Valcroze
- 1989 : Le Prix du silence de Jacques Ertaud
- 1989 : Grand Beau de Bernard Choquet
- 1990 : La Milliardaire de Jacques Ertaud
- 1991 : Le Septième enfer de Bernard Uzan
- 1991 : Internement arbitraire de Bernard Choquet
- 1991 : Soleil d'automne de Jacques Ertaud
- 1992 : Secrets (téléfilm, 1992)|Secrets (série américaine - en anglais)
- 1992 : Catherine Courage de Jacques Ertaud
- 1993 : Jenny Marx, la femme du diable de Michel Wyn
- 1996 : La Rumeur d'Étienne Perier
- 1997 : Julie Lescaut, épisode 2 saison 6, Travail fantôme d'Alain Wermus : Jérôme Turpin
- 1997 : Crime d'amour de Maurice Bunio
- 1998 : Aux frontières de la Loi de Denis Malleval (2 épisodes, série)
- 1998 : Tramontane de Henri Helman
- 1998 - 2000 : Cap des Pins de Bernard Dumont, Pascal Heylbroeck, Dominique Masson, Emmanuel Fonlladosa (série)
- 1999 : Un homme en colère de Dominique Tabuteau (épisode Un meurtre pour deux - série)
- 2000 : Affaires familiales d'Alain Sachs (série)
- 2001 : Sauveur Giordano de Pierre Joassin (1er épisode - série)
- 2001 : Sauvetage de Philippe Roussel (épisode Laura - série)
- 2003 : Point of no return de Paolo Barzman (série américaine - en anglais)
- 2003 : Alex Santana, négociateur d'Éric Woreth (1 épisode - série)
- 2003 : Avocats et Associés de Olivier Barma (épisode "Le chauffard" - série)
- 2004 : La Crim' de Denis Amar (épisode "Enquête d'amour" - série)
- 2004 : SOS 18 de Dominique Baron (6 épisodes - série)
- 2004 : Diane, femme flic de Dominique Tabuteau (épisode "L'apprenti" - série)
- 2005 : Le Cocon, débuts à l'hôpital de Pascale Dallet
- 2005 : L'Affaire Villemin de Raoul Peck
- 2005 : Section de recherches de Vincenzo Marano (épisode "Disparition" - série)
- 2006 : Une femme d'honneur de Michaël Perrotta (épisode "Fréquence mortelle" - série)
- 2006 : Brigade Navarro de Philippe Davin (épisode "Carambolage" - série)
- 2006 : RIS police scientifique de Klaus Biedermann (1 épisode - série)
- 2006 : Commissaire Moulin de Jean-Luc Bretenstein (épisode "Bavures" - série)
- 2007 : Central Nuit de Olivier Barma (1 épisode - série)
- 2007 : Père et maire de Pascal Heylbroeck (épisode "Un plus petit que soi" - série)
- 2009 : Diane, femme flic de Jean-Michel Fages (1 épisode - série)
- 2013 : Joséphine ange gardien de Pascal Heylbroeck (1 épisode - série)
- 2016 : Les Verbatims, chapitre 3, de Jean-Teddy Filippe (13:15 le Dimanche - France 2)
- 2017 : Je voulais juste rentrer chez moi d'Yves Rénier : Président du tribunal de Reims

## Doublage

### Jeux vidéo
- 2015 : White Night : voix additionnelles
- 2015 : The Witcher 3: Wild Hunt – Hearts of Stone : Olgierd von Everec
- 2015 : Fallout 4 : Hancock
- 2016 : Dishonored 2 : Corvo Attano
- 2016 : Dark Days : voix additionnelles
- 2017 : The Evil Within 2 : voix additionnelles
- 2019 : The Sinking City : le barman du Seven Oaks
- 2020 : Doom Eternal : le traître
- 2021 : Far Cry 6 : voix additionnelles
- 2021 : New World : divers personnages
- 2023 : Final Fantasy XVI : voix additionnelles
- 2023 : Starfield : ?
- 2023 : Assassin's Creed Mirage : ?
- 2024 : Warhammer 40,000: Space Marine 2 : voix additionnelles
- 2025 : Assassin's Creed Shadows : ?

## Distinctions
- Molières 1987 : Nomination au Molière de la révélation théâtrale masculine dans Harold et Maude